# Anton Lesser

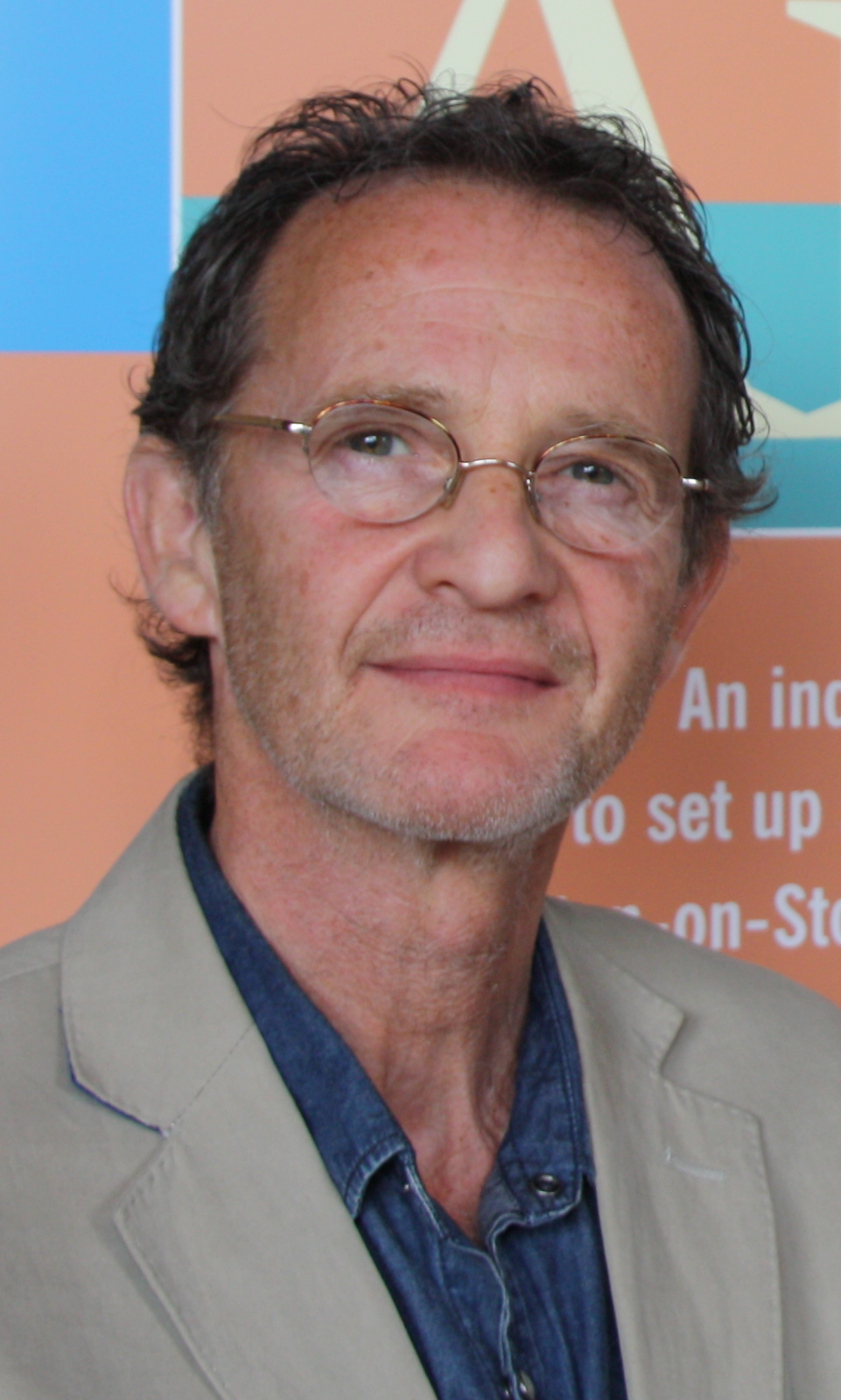
Anton Lesser (2011)

Anton Lesser (* 14. Februar 1952 in Birmingham) ist ein englischer Schauspieler.

## Leben
Lesser studierte von 1974 bis 1977 an der Royal Academy of Dramatic Art (RADA) in London. Als ein „Associate Artist“ der Royal Shakespeare Company (RSC) hat er viele der schwierigsten Rollen im Werk von William Shakespeare gespielt. Darunter waren Troilus (Troilus and  Cressida), Edgar (King Lear), Petruchio, Romeo und Richard III.
Er spricht regelmäßig Rollen im englischen Radio und hat eine große Anzahl Audiobücher aufgenommen, darunter viele Werke von Charles Dickens, den er auch im englischen Fernsehen gespielt hat. Seine Aufnahme von  Great Expectations hat ihm den Talkie Award eingebracht. Andere Bücher reichen von John Miltons Paradise Lost und Homer zu zeitgenössischen Werken von Robert Harris und Philip Pullman. In Deutschland ist er hauptsächlich bekannt geworden durch seine Rolle als Levi in der Verfilmung der Geschichte der Komponisten-Familie Strauß (Die Strauß-Dynastie, 1991). Seine neuesten Auftritte im deutschen Fernsehen sind seine Rollen in der Serie Waking the Dead – Im  Auftrag der Toten (ZDF) und als Chief Superintendent Bright in Der junge Inspektor Morse. Synchronisiert wird er als C.I. Bright von Robert Missler.

## Theater
- Romeo und Julia,  'Romeo', 1980; RSC
- Hamlet,  'Hamlet', 1982; Donmar Warehouse London
- Troilus und Cressida, 'Troilus', 1985; RSC
- The Plantagenets (= Heinrich VI. Teil 1–3 und Richard III.),  'Richard III', 1988; RSC
- Two Shakespearean Actors,  'Edwin Forrest', 1990; RSC
- Richard II.,  'Henry Bullingbrook', 1990; RSC
- Der Widerspenstigen Zähmung (The Taming of the Shrew), 'Petruccio', 1992; RSC
- Die lustigen Weiber von Windsor (The Merry Wives of Windsor),  'Frank Ford', 1992; RSC
- Kunst (Art) 'Serge', 1997; Wyndham’s Theatre, London
- Private Lives, 'Elyot', 1999; Lyttleton Theatre, London
- Cymbeline,  'Iachimo/Giacomo', 2003; RSC
- Julius Caesar, 'Brutus', 2005; Barbican, London
- Ein Wintermärchen (A Winter’s Tale), 'Leontes'; 2006, RSC
- The Vertical Hour, 'Oliver Lucas', 2008, Royal Court Theatre, London
- A Doll's House, 'Dr. Rank', 2009, Donmar Warehouse, London

## Filmografie (Auswahl)
- 1979: The Mill on the Floss (Miniserie, 6 Folgen)
- 1979: Oresteia (Miniserie, 3 Folgen)
- 1981: Troilus and Cressida (Fernsehfilm)
- 1982: King Lear (Fernsehfilm)
- 1982: Der Missionar (The Missionary)
- 1984: Freud (Miniserie, 5 Folgen)
- 1985: The Assam Garden
- 1988: Twelfth Night (Fernsehfilm)
- 1989: Recht, nicht Rache (Murderers Among Us, Fernsehfilm)
- 1991: Die Strauß-Dynastie (The Strauss Dynasty, Miniserie, 8 Folgen)
- 1995: The Politician’s Wife (Miniserie, 3 Folgen)
- 1995: Die Bibel – Moses (Moses, Miniserie)
- 1997: Fremde Wesen (FairyTale: A True Story)
- 1998: Vanity Fair – Jahrmarkt der Eitelkeiten (Vanity Fair, Miniserie, 5 Folgen)
- 1998: Das Echo (The Echo, Miniserie, 2 Folgen)
- 2000: Der Mann der 1000 Wunder (The Miracle Maker, Sprechrolle)
- 2000: Esther Kahn
- 2001: Perfect Strangers (Miniserie, 3 Folgen)
- 2001: Uprising – Der Aufstand (Uprising, Fernsehfilm)
- 2001: Jagd auf den Schatz der Riesen (Jim Henson’s Jack and the Beanstalk, Fernsehfilm)
- 2001: Die Liebe der Charlotte Gray (Charlotte Gray)
- 2002: Dickens (Miniserie, 3 Folgen)
- 2002: Waking the Dead – Im Auftrag der Toten (Waking the Dead, Fernsehserie, 2 Folgen)
- 2002: Inspector Foyle (Foyle’s War, Fernsehserie, Episode 1x04)
- 2003: Verschleppt (Imagining Argentina)
- 2003: Eroica – The day that changed music forever (Eroica, Fernsehfilm)
- 2003: Inspector Barnaby (Midsomer Murders, Fernsehreihe, Folge Unglücksvögel)
- 2004: Silent Witness (Fernsehserie, 2 Folgen)
- 2004: Spooks – Im Visier des MI5 (Spooks, Fernsehserie, Folge 3x04)
- 2005: G8 auf Wolke Sieben (The Girl in the Café, Fernsehfilm)
- 2005: River Queen
- 2005: Klassenmord (Class of ’76, Fernsehfilm)
- 2006: New Tricks – Die Krimispezialisten (New Tricks, Fernsehserie, Folge 3x06)
- 2006: Miss Potter
- 2008: Agatha Christie’s Poirot (Fernsehserie, Folge 11x02 Die Katze im Taubenschlag)
- 2008: Inspector Barnaby (Midsomer Murders; Fernsehreihe, Folge Die Untoten von Barton Woods)
- 2008: Little Dorrit (Fernsehserie, 9 Folgen)
- 2008: Messias – Die sieben Zeichen (Messiah: The Rapture, Miniserie, 2 Folgen)
- 2010: Garrow’s Law (Fernsehserie, 4 Folgen)
- 2011: Primeval – Rückkehr der Urzeitmonster (Primeval, Fernsehserie, 5 Folgen)
- 2011: Pirates of the Caribbean – Fremde Gezeiten (Pirates of the Caribbean: On Stranger Tides)
- 2011: The Hour (Fernsehserie, 6 Folgen)
- 2011: The Lady
- 2013: Die Spione von Warschau (Spies of Warsaw, Miniserie, 4 Folgen)
- 2013: Mad Dogs (Fernsehserie, Folge 3x01)
- 2013: Ripper Street (Fernsehserie, 2 Folgen)
- 2013: Der Anwalt des Teufels (The Escape Artist, Miniserie, 3 Folgen)
- 2013: Atlantis (Fernsehserie, Folge 1x09)
- 2013–2019: Game of Thrones (Fernsehserie, 22 Folgen)
- 2013–2023: Der junge Inspektor Morse (Endeavour, Fernsehserie, 35 Folgen)
- 2014: Father Brown (Fernsehserie, Folge 2x05)
- 2014: Die Musketiere (The Musketeers, Fernsehserie, Folge 1x05 Heimkehr)
- 2014: The Game (Miniserie, Folge 1x03)
- 2015: Wölfe (Wolf Hall, Miniserie, 4 Folgen)
- 2015–2016: Dickensian (Fernsehserie, 15 Folgen)
- 2016: A United Kingdom
- 2016: Hooten & the Lady (Miniserie, Folge 1x06)
- 2016: Allied – Vertraute Fremde (Allied)
- 2017: Will (Fernsehserie, Folge 1x01)
- 2017: Am Strand (On Chesil Beach)
- 2017: Ungehorsam (Disobedience)
- 2017: The Crown (Fernsehserie, 8 Folgen)
- 2018–2020: Die skandalösen Affären der Christine Keeler (The Trial of Christine Keeler; Fernsehserie, 6 Folgen)
- 2020: Der Spion (The Courier)
- 2021: A Discovery of Witches (Fernsehserie, Folge 2x07)
- 2021: Benediction
- 2022: Killing Eve (Fernsehserie, Folge 4x07 Tote Dinge schön aussehen lassen)
- 2022: 1899 (Fernsehserie, 5 Folgen)
- 2022–2025: Andor (Fernsehserie, 17 Folgen)
- 2025: The World Will Tremble